# Vlag van Laren (Gelderland)

Vlag van de gemeente Laren

De vlag van Laren was van 14 oktober 1938 tot 1 augustus 1971 de gemeentelijke vlag van de Gelderse gemeente Laren. De vlag kwam in 1971 te vervallen als gemeentelijke vlag toen de gemeente Laren door een gemeentelijke herindeling met een nabijgelegen gemeente samengevoegd werd tot de gemeente Lochem.

## Beschrijving
De vlag bestaat uit twee banen van gelijke hoogte in de kleuren geel en blauw. In het gele baan is links het voormalige gemeentewapen van Laren afgebeeld. 

## Geschiedenis
Tijdens het defilé in Amsterdam ter gelegenheid van het veertigjarig regeringsjubileum van koningin Wilhelmina op 6 september 1938 trokken afgevaardigden van iedere Nederlandse gemeente langs de vorstin. Iedere delegatie werd voorafgegaan door een drager met een gemeentevlag. Het feit dat het merendeel van de gemeenten in Nederland op dat moment geen eigen vlag had, bracht de organisatie van het defilé ertoe de ontbrekende vlaggen zelf te ontwerpen. Dit werd een vierkante defileervlag met de kleuren van de betreffende provincievlag met daarop in het kanton een afbeelding van het gemeentewapen. Voor Gelderland was de basis een vlag met twee gelijke horizontale banen in de kleuren geel en blauw. Na de defilé heeft de gemeente Laren de vlag in een hoogte-breedteverhouding van 2:3 als gemeentevlag aangehouden tot aan het moment van de opheffing.

## Verwante afbeeldingen

Wapen van Laren

Ammerzoden 
· Angerlo 
· Batenburg 
· Beesd 
· Bemmel 
· Bergh 
· Bergharen 
· Beusichem 
· Borculo 
· Brakel 
· Didam 
· Dinxperlo 
· Dodewaard 
· Dreumel 
· Echteld 
· Eibergen 
· Elst 
· Ewijk 
· Geldermalsen 
· Gendringen 
· Gendt 
· Gorssel 
· Groenlo 
· Groesbeek 
· Hedel 
· Heerewaarden 
· Hemmen 
· Hengelo 
· Herwen en Aerdt 
· Heteren 
· Heukelum 
· Hoevelaken 
· Horssen 
· Huissen 
· Hummelo en Keppel 
· Hurwenen 
· Kerkwijk 
· Kesteren 
· Laren 
· Lichtenvoorde 
· Lienden 
· Lingewaal 
· Maurik 
· Millingen aan de Rijn 
· Neede 
· Neerijnen 
· Overasselt 
· Rijnwaarden 
· Rossum 
· Ruurlo 
· Steenderen 
· Ubbergen 
· Valburg 
· Vorden 
· Wadenoijen 
· Wamel 
· Warnsveld 
· Wehl 
· Wisch 
· Zelhem 
· Zoelen